# 土木科
土木科（どぼくか）は、高等学校や短期大学、あるいは職業訓練の職業能力開発校において、土木の設計・施工などの基本的な知識と技術あるいは技能を修得させる科。
高等学校においては、工業科の専門科目のうち、「土木施工」、「土木構造設計」、「測量」、「土木製図」や「土木実習」などを中心に学習し、土木基礎力学、環境等の基礎基本を学ぶ。
2級土木施工管理技士の受験資格は、建設業法第27条に基づき、土木に関する実務経験を大学の指定学科の場合は1年以上、短期大学若しくは高等専門学校の指定学科の場合は2年以上、高等学校の指定学科の場合は3年以上で発生する。また、労働安全衛生法等の関係で小型車両系建設機械運転特別教育修了証を取得できる。

## 土木科を設置している高校、専門学校、職業訓練施設
- 長野県飯田OIDE長姫高等学校 社会基盤工学科
- 静岡県立静岡工業高等学校 建築・土木科
- 北海道釧路工業高等学校 土木科
- 熊本県立玉名工業高等学校 土木科
- 開新高等学校 土木科
- 徳島県立貞光工業高等学校 土木科
- 新潟県立新潟工業高等学校 土木科
- 青森県立弘前工業高等学校 土木科
- 埼玉県立熊谷工業高等学校 土木科
- 岐阜県立岐南工業高等学校 土木科
- 秋田県立秋田工業高等学校 土木科
- 広島県立広島工業高等学校 土木科
- 熊本県立小川工業高等学校 土木科
- 長崎県立佐世保工業高等学校 土木科
- 愛知県立一宮工科高等学校 都市工学科
- 栃木県立真岡工業高等学校 土木科
- 愛媛県立八幡浜工業高等学校 土木科
- 熊本県立天草工業高等学校 土木科
- 北海道旭川工業高等学校 土木科
- 山形県立寒河江工業高等学校 土木科
- 静岡県立沼津工業高等学校 都市環境工学科 　都市環境 類型
- 神奈川県立川崎工業高等学校 土木建築科
- 愛知県立岡崎工科高等学校 都市工学科
- 岡山県立津山工業高等学校 土木科
- 関市立関商工高等学校 土木科
- 岩手県立黒沢尻工業高等学校 土木科
- 山梨県立甲府工業高等学校 土木科
- 福島県立平工業高等学校 土木科
- 群馬県立高崎工業高等学校 土木科
- 長野県長野工業高等学校 土木科
- 鹿児島県立加治木工業高等学校 土木科
- 富山県立桜井高等学校 土木科
- 静岡県立浜松工業高等学校 土木科
- 祐誠高等学校 土木科
- 石川県立小松工業高等学校 建築土木科
- 宮崎県立延岡工業高等学校 土木科
- 兵庫県立篠山産業高等学校 土木科
- 直方東高等学校 土木科
- 長野県中野実業高等学校 土木科
- 山形電波工業高等学校 土木科
- 岩手県立一関工業高等学校 土木科
- 仙台市立仙台工業高等学校 土木科
- 北海道札幌工業高等学校 土木科
- 大分県立大分工業高等学校 土木科
- 兵庫県立東播工業高等学校 土木科
- 北海道室蘭工業高等学校 土木科
- 横浜市立鶴見工業高等学校 土木科
- 福岡県立三池工業高等学校 土木科
- 鹿児島県立鹿屋工業高等学校 土木科
- 松韻学園福島高等学校 建築・土木科
- 群馬県立前橋工業高等学校 土木科
- 富山県立富山工業高等学校 土木科
- 福島県立喜多方工業高等学校 土木科
- 福岡県立八女工業高等学校 土木科
- 北海道苫小牧工業高等学校 土木科
- 島根県立高等技術校  土木科
- 柏工業専門校  土木科
- 南陽高等技能専門校  土木科
- 山梨県立峡南高等学校 土木科
- 熊本県立熊本工業高等学校 土木科
- 大分県立日田林工高等学校 建築土木科
- 佐賀県立鳥栖工業高等学校  土木科
- 茨城県立水戸工業高等学校  土木科
- 佐賀県立唐津工業高等学校  土木科
- 茨城県立土浦工業高等学校  土木科
- 岐阜県立岐阜西工業高等学校岐南工校舎　土木科
- 北陵高等学校  土木科
- 愛知県立半田工科高等学校  都市工学科
- 金沢市立工業高等学校  土木科
- 新潟福寿会福田アカデミー　土木基礎
- 函館総合建設高等職業訓練校 土木施工科
- 壱岐高等職業訓練校 土木施工科
- 出水共同高等職業訓練校 土木施工科
- 青森高等技術専門校 環境土木工学科
- 函館総合建設高等職業訓練校  土木施工科
- 大分県立中津工業高等学校  土木科
- 奈良県立奈良工業高等学校  土木科
- 青森県立八戸工業高等学校  土木科
- 大分県立佐伯鶴岡高等学校 土木科をシステム工業科に転科
- 大分県立中津東高等学校  土木科
- 福岡県立浮羽工業高等学校  土木科
- 高知県建設高等職業訓練校  土木科
- 仙台市立仙台第二工業高等学校 建築土木科
- 群馬県立利根実業高等学校  土木科
- 高知県立高知工業高等学校  土木科
- 沖縄県立沖縄工業高等学校  土木科
- 奈良県立御所工業高等学校  土木科
- 宮崎県土木施工管理技士センター, 土木施工管理科
- 愛知県立豊橋工科高等学校  都市工学科
- 三重県立四日市中央工業高等学校  土木科
- 和歌山県立和歌山工業高等学校  土木科
- 愛媛県立松山工業高等学校  土木科
- 香川県立多度津高等学校  土木科
- 神戸市立御影工業高等学校  土木科
- 山口県立下関中央工業高等学校  土木科
- 福岡県立八幡工業高等学校  土木科
- 職業訓練法人 唐津高等職業訓練校  土木科
- 兵庫県立龍野実業高等学校  土木科
- 中央工学校  土木科
- 名古屋工業高等学校  土木科
- 茨城県立常陸大宮高等学校  土木科
- 福岡建設専門学校  土木科
- 福岡県立筑豊工業高等学校  土木科

## 緑地土木科・環境土木科を設置している高等学校
農業土木科を改組した学校は、土木科#かつて設置していた高校等を参照
- 沖縄県立八重山農林高等学校 緑地土木科(旧林業科）
- 佐賀県立高志館高等学校 緑地土木科
- 福島県立磐城農業高等学校 緑地土木科
- 群馬県立藤岡北高等学校 環境土木科
- 岡山県立笠岡工業高等学校 環境土木科
- 三重県立久居農林高等学校 環境土木科
- 三重県立上野農業高等学校 環境土木科
- 山口県立田布施農工高等学校 環境土木科
- 山梨県立農林高等学校 環境土木科
- 鹿児島県立阿久根農業高等学校 環境土木科
- 秋田県立金足農業高等学校 環境土木科
- 新潟県立上越総合技術高等学校 環境土木科
- 神奈川県立吉田島農林高等学校 環境土木科
- 神奈川県立相原高等学校 環境土木科
- 鳥取県立倉吉農業高等学校 環境土木科
- 島根県立益田産業高等学校 環境土木科
- 島根県立益田翔陽高等学校 環境土木科
- 島根県立松江農林高等学校 環境土木科
- 福島県立福島明成高等学校 環境土木科
- 北海道帯広工業高等学校 環境土木科
- 北海道函館工業高等学校 環境土木科
- 富山県立富山工業高等学校 土木工学科

## 農業土木科
農業土木科（のうぎょうどぼくか）は、高等学校において、農業・分野のひとつ農業工学のうちの農業土木に関する専門教育を主とする学科。戦前期には高等農林学校に設置され、現在では農業高等学校に設置されている。農場整備、開拓などを行うために測量・土木・環境保全などを行う。

### 設置している高校
- 岡山県立高松農業高等学校
- 長崎県立諫早農業高等学校
- 兵庫県立農業高等学校
- 東京都立農林高等学校
- 熊本県立熊本農業高等学校
- 山梨県立山梨園芸高等学校
- 宮崎県立都城農業高等学校
- 熊本県立阿蘇清峰高等学校
- 香川県立石田高等学校
- 愛知県立稲沢高等学校
- 三重県立相可高等学校
- 兵庫県立上郡高等学校
- 茨城県立水戸農業高等学校
- 栃木県立栃木農業高等学校
- 新潟県立高田農業高等学校
- 熊本県立南稜高等学校
- 熊本県立阿蘇清峰高等学校 林業・農業土木科
- 愛媛県立西条農業高等学校（他にグリーン環境科を）
- 佐賀県立佐賀農業高等学校
- 大分県立三重農業高等学校
- 青森県立五所川原農林高等学校
- 鹿児島県立福山高等学校

### かつて設置していた高校等
- 茨城県立猿島高等学校　緑地土木科(旧農業土木科）
- 岡山県立弓削高等学校（環境技術科へ）
- 京都府立農芸高等学校（造園土木科へ）
- 熊本県立八代農業高等学校（農業工学科へ）
- 広島県立西条農業高等学校 緑地土木科（造園科と農業土木科を統合）
- 香川県立高松南高等学校（環境科学科へ）
- 高知県立高知農業高等学校 環境土木科(旧農業土木科）
- 秋田県立鷹巣農林高等学校 環境土木科(旧農業土木科）
- 新潟県立加茂農林高等学校（環境緑地科へ）
- 青森県立三本木農業高等学校 環境土木科(旧農業土木科）
- 東京都立農業高等学校（緑地土木科へ）
- 徳島県立城西高等学校(旧徳島県立農業学校）
- 宮城県農業短期大学
- 専修大学北海道短期大学
- 山口県立田布施農工高等学校（旧・山口県立田布施農業高等学校）
- 愛媛県立松山農科大学
- 長野県南安曇農業高等学校
- 宇都宮高等農林学校
- 三重高等農林学校
- 三重県立上野農業高等学校
- 栃木県立宇都宮白楊高等学校
- 滋賀県立短期大学
- 東京農業大学
- 島根県立益田産業高等学校
- 愛媛県立伊予農業高等学校
- 岐阜高等農林学校
- 福岡市立拓殖専門学校 (旧制)
- 群馬県立中之条高等学校（旧・群馬県立中之条農業学校）
- 鳥取高等農業学校
- 盛岡高等農林学校
- 福島県立福島明成高等学校
- 沖縄県立南部農林高等学校
- 茨城県立笠間高等学校
- 大分県立宇佐産業科学高等学校
- 福岡県立農業短期大学
- 山梨県立笛吹高等学校
- 秋田県立西目高等学校（旧・秋田県立西目農業学校）
- 埼玉県立川越総合高等学校（旧・埼玉県立川越農業高等学校）環境土木科(旧農業土木科）
- 埼玉県立与野高等学校（旧・埼玉県与野農学校）
- 愛知県立鶴城丘高等学校（旧・愛知県立西尾実業高等学校）